# قانون الجيب
في حساب المثلثات، قانون الجيب هو قانون أو معادلة تربط بين أطوال أضلاع المثلث بجيوب زواياه الداخلية طبقاً للعلاقة:
{\displaystyle {\frac {a}{\sin A}}={\frac {b}{\sin B}}={\frac {c}{\sin C}}}
حيث c ،b ،a هي أطوال أضلاع المثلث، وC ،B ،A، هي الزوايا المقابلة لهذه الأضلاع على الترتيب.
من المفيد أحياناً كتابة قانون الجيب بصورة مقلوبة:
{\displaystyle {\frac {\sin A}{a}}={\frac {\sin B}{b}}={\frac {\sin C}{c}}}

## أهمية قانون الجيب
- يستخدم قانون الجيب بشكل رئيس عند حساب طولي ضلعين مجهولين في مثلث بمعرفة طول الضلع الثالث وقياس أي زاويتين من زواياه الثلاث، تعد هذه المسألة من أشهر المسائل الرياضية في التثليث في حساب المثلثات.
- يمكن استخدام قانون الجيب لمعرفة قياس زاوية ما في مثلث إذا علم طولا أي ضلعين فيه وقياس زاوية غير المحصورة بينهما، وفي هذا النوع من المسائل قد نصل أحياناً إلى ما يعرف بالحالة المبهمة للمثلث، حيث نحصل على قيمتين مختلفتين للزاوية المحصورة بين الضلعين المعلومين.
- يكثر استخدام قانون الجيب في مسائل التفكير العالي وفي البراهين والإثباتات في الهندسة الرياضية.

## إثبات القانون

### البرهان الأول

المثلث ABC.

في حساب المثلثات يمكن حساب مساحة المثلث بدلالة ضلعين وجيب الزاوية المحصورة بينهما بالعلاقة:
{\displaystyle k={\frac {1}{2}}ab\sin C={\frac {1}{2}}ac\sin B={\frac {1}{2}}bc\sin A}
حيث K مساحة المثلث ABC.
{\displaystyle {\frac {1}{2}}ab\sin C={\frac {1}{2}}ac\sin B}
←
{\displaystyle b\sin C=c\sin B}
←
{\displaystyle {\frac {c}{\sin C}}={\frac {b}{\sin B}}}
و بتكرار الخطوات السابقة مرة أخرى نصل إلى ما تبقى من القانون.

### البرهان الثاني

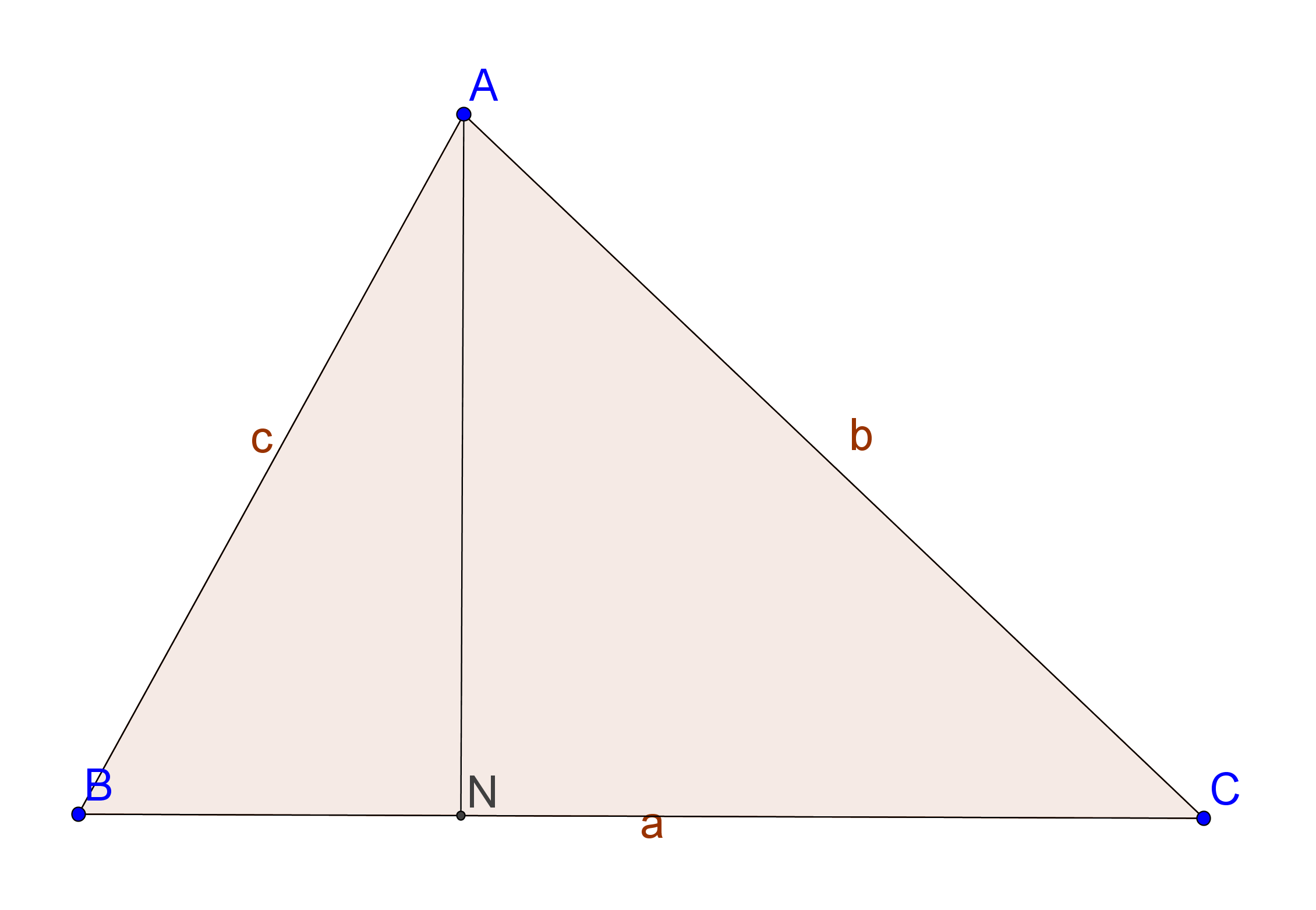
المثلث ABC.

نسقط عمود من أي زاوية في المثلث ولتكن A على الضلع المقابل لها يقطعه في N.
من المعلوم أن جيب الزاوية في المثلث القائم الزاوية يساوي النسبة بين طولي الضلع المقابل لها والوتر.
في المثلث ANC
{\displaystyle \sin C={\frac {AN}{b}}}
←
AN = b sin C
و في المثلث ANB
{\displaystyle \sin B={\frac {AN}{c}}}
←
AN = c sin B
مما سبق نصل إلى أن c sin B = b sin C ومنها نصل إلى القانون.

## الحالة المبهمة

الحالة المبهمة لمثلث مستوٍ

عند استخدام قانون الجيب لحساب قياس زاوية قد نحصل أحياناً على حلين مختلفين للمثلث، هذا يعني أنه يوجد مثلثان يتفقان في عناصر المثلث المعلومة ولكنهما يختلفان في قيم العناصر المجهولة. هذه الحالة تسمى الحالة المبهمة، ولا تحصل هذه الحالة إلا بتحقق الشروط التالية:
1. أن تكون العناصر المعلومة في المثلث هي طول ضلعين وليكونا b ، a وقياس زاوية غير المحصورة بينهما، ولتكن الزاوية A.
2. أن تكون الزاوية المعلومة A زاوية حادة (A <90°).
3. أن يكون الضلع المقابل للزاوية المعلومة (الضلع a في حالتنا) أصغر طولاً من الضلع الآخر المعلوم (الضلع b) أي أن a <b.
4. أن يكون الضلع a أطول من ارتفاع المثلث القائم الذي وتره b وإحدى زاوياه A (أي a> b sin A).

في الواقع هذه الحالة ناتجة من إحدى خواص الدوال المثلثية وبالتحديد دالة الجيب لأن (Sin x = Sin (180-x.
ولهذا سنحصل على قيمتين للزاوية B عند تحقق هذه الشروط الأربعة: إما أن تكون حادة B <90 أو أن تكون منفرجة B> 90.
{\displaystyle B=\sin ^{-1}\left({b\sin A \over a}\right)}
أو
{\displaystyle B=180^{\circ }-\sin ^{-1}\left({b\sin A \over a}\right)}

## علاقة قانون الجيب بالدائرة المحيطة بالمثلث

المثلث ABC.

إذا كان R نصف قطر الدائرة المارة برؤوس المثلث (الدائرة المحيطة بالمثلث أو الدائرة الخارجة للمثلث) فإن:
{\displaystyle {\frac {a}{\sin A}}={\frac {b}{\sin B}}={\frac {c}{\sin C}}=2R}
لإثبات ما سبق نرسم الدائرة المحيطة بالمثلث ABC والتي مركزها M ونصف قطرها R ونسقط عمود من M على AB يقطعه في N.
المثلث BMA متساوي الساقين فيه BM,AM يساويان نصف القطر R.
قياس الزاوية ACB يساوي نصف قياس الزاوية AMB (قياس زاوية محيطية يساوي نصف قياس الزاوية المركزية التي تشترك معها في نفس القوس).
و قياس الزاوية AMN يساوي نصف قياس الزاوية AMB (من تطابق المثلثين AMN وBMN).
← AMN = ACB
←
{\displaystyle \sin {\widehat {AMN}}={\frac {AN}{AM}}} (جيب الزاوية يساوي المقابل على الوتر في المثلث القائم).
←
{\displaystyle \sin C={\frac {\frac {AB}{2}}{R}}} (الزاوية AMN = الزاوية C، نصف القطر R = AM، طول القطعة المستقيمة AN نصف طول القطعة AB).
←
{\displaystyle R\sin C={\frac {AB}{2}}}.
←
{\displaystyle 2R={\frac {c}{\sin C}}} (لأن AB = c).
و بما أن اختيارنا للزاوية C لم يكن لميزة خاصة بها فبإمكاننا تكرار ما سبق مع الزاويتين A،B.

## في الهندسة اللاإقليدية

### في حالة المثلثات الكروية

في حالة المثلثات الكروية، تنص الصيغة:
{\displaystyle {\frac {\sin A}{\sin \alpha }}={\frac {\sin B}{\sin \beta }}={\frac {\sin C}{\sin \gamma }}.}
هنا، α، و β، و γ هي الزوايا المركزية (الواقعة في مركز الكرة) التي تقابلها ثلاثة أقواس لمثلث السطح الكروي a، وb و c، على التوالي. A، وB، و C هي زوايا السطح المقابلة لأقواسها.

### في حالة المثلثات الزائدية
في الهندسة الزائدية، عندما يكون الانحناء يساوي -1، يصبح قانون الجيب:
{\displaystyle {\frac {\sin A}{\sinh a}}={\frac {\sin B}{\sinh b}}={\frac {\sin C}{\sinh c}}\,.}
في الحالة الخاصة عندما تكون B زاوية قائمة، نتحصل على:
{\displaystyle \sin C={\frac {\sinh c}{\sinh b}}}
وهو مماثل للصيغة في الهندسة الإقليدية معبرًا عن جيب الزاوية باعتباره الضلع المقابل مقسومًا على الوتر.

## التاريخ
نسبة إلى أوبيراتان دامبروزو وسيلين هيلين، فإن قانون الجيب قد اكتشف في القرن العاشر الميلادي. نسب إلى كل من العلماء الخجندي وأبو الوفا البوزجاني ونصير الدين الطوسي ومنصور بن عراق.

## اقرأ أيضاً
- تثليث
- قانون جيب التمام
- قانون الظل
- قانون ظل التمام
- دالة الجيب
- دوال مثلثية
- صيغة مولفيده